# Burg Adsel
Die Burg Adsel (lettisch Gaujienas pils) ist die Ruine einer 1238 erbauten Burg des Schwertbrüderordens. Die Mauerreste der abgetragenen Anlage befinden sich im livländischen Dorf Gaujiena im nördlichen Lettland.

## Geschichte
An der Stelle der späteren Steinburg gab es vermutlich bereits eine frühe Holzburg mit einer Palisade und Erdwällen. 1238 als Komturei des Deutschen Ordens zwischen den Herrschaftsgebieten des Erzbistums Riga und des Bistums Dorpat errichtet, diente sie der Komturei Marienburg nach deren Fertigstellung 1342 als Hilfsburg.
Zu Beginn des Livländischen Krieges eroberten russische Truppen unter Iwan IV. 1558 die Burg Adsel, im weiteren Verlauf wechselten die Besitzer jedoch mehrfach. Diese häufigen Kämpfe gingen nicht spurlos an der Burg vorbei; bereits 1560 war sie stark beschädigt. Durch die Eingliederung in das Königreich Polen-Litauen und den darauf folgenden Wiederaufbau (auch Nachrüstung von mehreren Kanonen) behielt die Burg seine militärische Bedeutung auch in den folgenden Kriegen. 1625 fiel Burg Adsel im Zuge des Polnisch-Schwedischen Krieges an die schwedische Krone. Während des Großen Nordischen Krieges wurde sie 1702 von russischen Truppen erobert und beschädigt. Mitte des 18. Jahrhunderts wurde sie aufgegeben und verfiel.
Heute sind von der Burg nur noch einige Mauerreste erhalten.

## Beschreibung

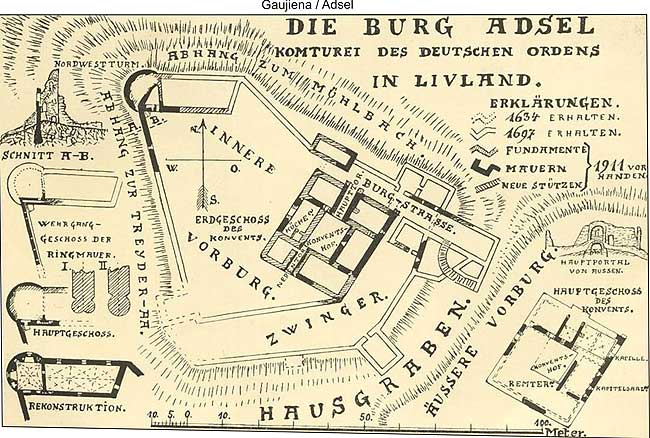
Lageplan

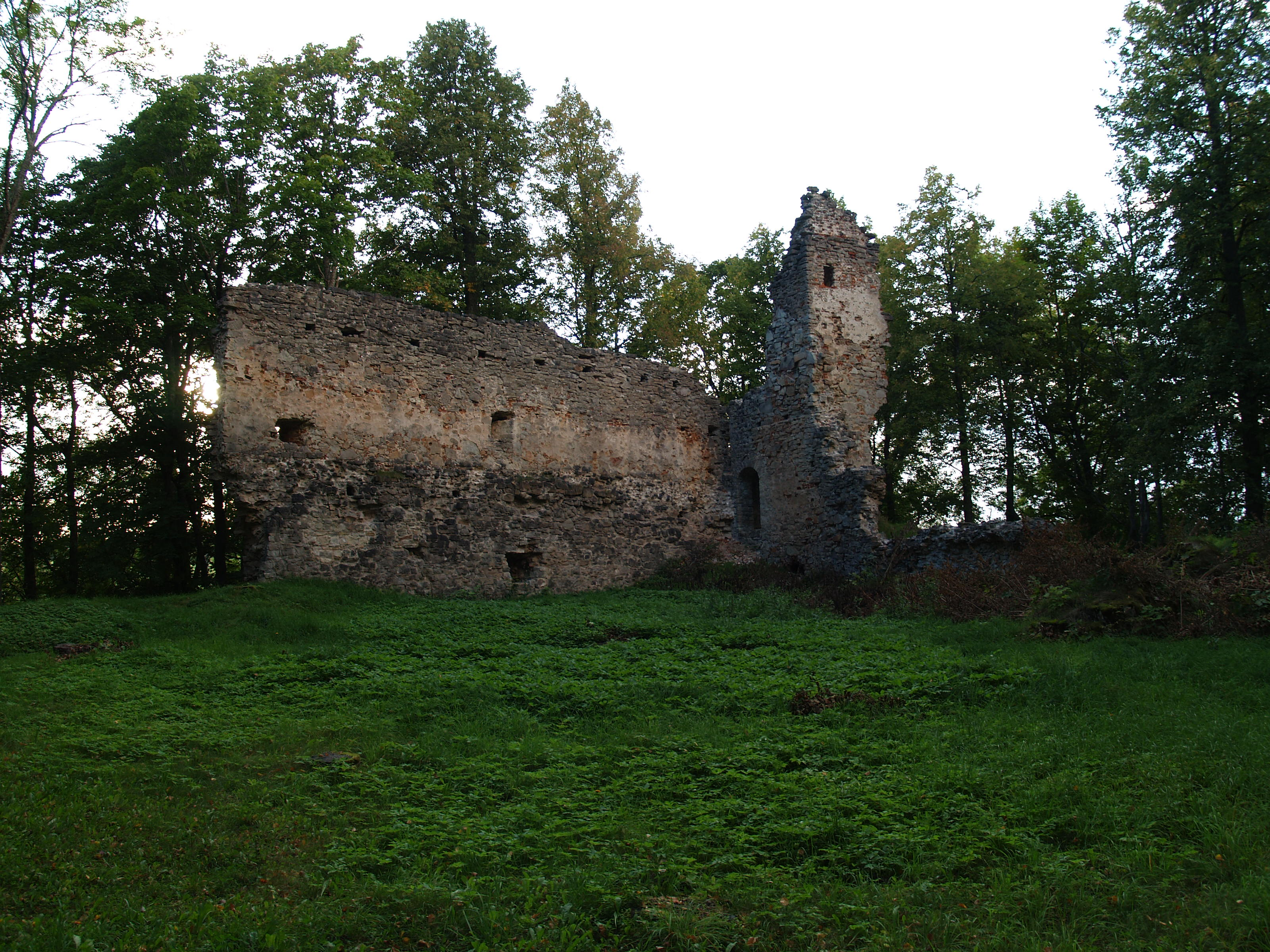
Mauerreste der Ordensburg Adsel

Die Burg Adsel bestand aus einer Hauptburg, einer inneren Vorburg im Süden und einer vorgesetzten äußeren Vorburg im Südosten. Sie liegt auf einem hochgelegenen Plateau am rechten Steilufer der Gauja. Dieses fällt nach Norden zu einem kleinen Mühlbache steil ab. Nach Süden und Osten ist die Burg durch einen Graben zur äußeren Vorburg geschützt, wobei diese durch einen weiteren Graben gegen das übrige Gelände hin geschützt wird.
Im Zentrum der Burg stand das quadratische Konventshaus (29 × 27 m) mit einem kleinen Innenhof und relativ breiten Gebäudeflügeln. Das 2,8 m breite Haupttor zur inneren Vorburg befand sich in der nördlichen Gebäudemauer, ein Nebentor in der Südwestlichen. Im ersten Stock befanden sich Burgkapelle und Kapitelsaal.

Zahlreiche flankierende Gebäude und ein ausgeklügeltes System an Vortoren in der inneren Vorburg weisen darauf hin, dass das System der Vorwerke zu einem großen Teil erst im 14. Jahrhundert hinzugekommen ist. Südlich der Haupt- und inneren Vorburg wurde ein Zwinger errichtet, der an seiner südlichen Ringmauer einen rechteckigen Turm besaß. Im 15. Jahrhundert wurde die Burg u. a. um einen für Kanonen ausgelegten, 16 m hohen Rundturm an der Nordwestecke erweitert, außerdem wurden die Mauern mit Backsteinen erhöht. Gegen Ende des Mittelalters erhielt dann auch die bisher aus Holz aufgebaute äußere Vorburg Steinbauten; sie umgab die Burg im Südosten und war für Pferde- und Viehställe bestimmt. 